# Malta en los Juegos Paralímpicos
Malta en los Juegos Paralímpicos está representada por el Comité Paralímpico Maltés, miembro del Comité Paralímpico Internacional.
Ha participado en once ediciones de los Juegos Paralímpicos de Verano, su primera presencia tuvo lugar en Roma 1960. El país ha obtenido un total de siete medallas en las ediciones de verano: dos de plata y cinco de bronce.
En los Juegos Paralímpicos de Invierno Malta no ha participado en ninguna edición.

## Medallero

### Por edición
Juegos Paralímpicos de Verano
| Evento                                | Oro | Plata | Bronce | Total |
| ------------------------------------- | --- | ----- | ------ | ----- |
| Roma 1960                             | 0   | 2     | 2      | 4     |
| Tokio 1964                            | 0   | 0     | 2      | 2     |
| Tel Aviv 1968                         | 0   | 0     | 0      | 0     |
| Heidelberg 1972                       | 0   | 0     | 0      | 0     |
| Toronto 1976                          | –   | –     | –      | –     |
| Arnhem 1980                           | 0   | 0     | 1      | 1     |
| Nueva York 1984 Stoke Mandeville 1984 | 0   | 0     | 0      | 0     |
| 1988 – 2004                           | –   | –     | –      | –     |
| Pekín 2008                            | 0   | 0     | 0      | 0     |
| Londres 2012                          | 0   | 0     | 0      | 0     |
| Río de Janeiro 2016                   | 0   | 0     | 0      | 0     |
| Tokio 2020                            | 0   | 0     | 0      | 0     |
| París 2024                            | 0   | 0     | 0      | 0     |
| TOTAL                                 | 0   | 2     | 5      | 7     |

### Por deporte
Deportes de verano
| Evento             | Oro | Plata | Bronce | Total |
| ------------------ | --- | ----- | ------ | ----- |
| Atletismo          | 0   | 1     | 1      | 2     |
| Bolos sobre hierba | 0   | 0     | 1      | 1     |
| Snooker            | 0   | 0     | 3      | 3     |
| Tenis de mesa      | 0   | 1     | 0      | 1     |
| TOTAL              | 0   | 2     | 5      | 7     |